# College Station
College Station je město v okresu Brazos County ve státě Texas ve Spojených státech amerických. Nachází se v Brazos Valley asi severozápadně 130 kilometrů od Houstonu a 140 kilometrů východně od Austinu.
K roku 2020 zde žilo 120 511 obyvatel. S celkovou rozlohou 133km² byla hustota zalidnění 910 obyvatel na km². Město se nachází v oblasti s vlhkým subtropickým podnebím.